# Hydraecia pallescens
Hydraecia pallescens là một loài bướm đêm trong họ Noctuidae.